# Gare de Saint-Rambert-d’Albon
Gare de Saint-Rambert-d'Albon vasútállomás Franciaországban, Saint-Rambert-d'Albon településen.

## Vasútvonalak
Az állomást az alábbi vasútvonalak érintik:
- Párizs–Marseille-vasútvonal
- Ligne de Firminy à Saint-Rambert-d'Albon
- Saint-Rambert-d'Albon–Rives-vasútvonal
- Firminy–Saint-Rambert-d'Albon-vasútvonal

## Kapcsolódó állomások
A vasútállomáshoz az alábbi állomások vannak a legközelebb:
- Gare du Péage-de-Roussillon (Paris Gare de Lyon, Párizs–Marseille-vasútvonal)
- Gare de Peyraud (Gare de Firminy, Ligne de Firminy à Saint-Rambert-d'Albon)